# Euseius albizziae
Euseius albizziae är en spindeldjursart som först beskrevs av Swirski och Emile Enrico Ragusa 1978.  Euseius albizziae ingår i släktet Euseius och familjen Phytoseiidae. Inga underarter finns listade i Catalogue of Life.